# Fédération internationale des enseignants de rythmique
 (janvier 2023).
Si vous disposez d'ouvrages ou d'articles de référence ou si vous connaissez des sites web de qualité traitant du thème abordé ici, merci de compléter l'article en donnant les références utiles à sa vérifiabilité et en les liant à la section « Notes et références ».
La Fédération Internationale des Enseignants de Rythmique (F.I.E.R.) est la seule association qui représente et soutient l'enseignement de la rythmique au niveau international. 
L'éducation rythmique, une forme d'éducation musicale par le mouvement basée sur la méthode Jaques-Dalcroze, doit son développement et sa diffusion à plusieurs générations de rythmiciens. 
La fédération travaille en collaboration avec l'Institut Jaques-Dalcroze à Genève, et avec des organisations internationales à buts culturels et éducatifs. 
Parmi ses activités:
- Des congrès internationaux en collaboration avec l'Institut Jaques-Dalcroze; des expositions, des spectacles;

- Un bulletin annuel en français, anglais, allemand, et d'autres langues : Le Rythme.

- Un centre d'Information (secrétariat) pour les adresses, les travaux de documentation et de recherche.

On peut notamment trouver auprès de la F.I.E.R. la liste annuelle des cours et congrès dans le monde entier, une bibliographie, la liste des écoles professionnelles de rythmique dans le monde.
La Fédération édite également des brochures (p. ex. -Histoires d'autrefois et d'aujourd'hui, - Hellerau-Symposion, - Sur le développement de la rythmique dans différents pays).